# Colin Calderwood
Colin Calderwood (Stranraer, 20 januari 1965) is een Schots voetbaltrainer en voormalig voetballer van met name Swindon Town en Tottenham Hotspur in de Premier League. Hij speelde doorgaans als verdediger. Hij speelde 36 interlands voor het Schots voetbalelftal (één doelpunt).

## Carrière

### Als speler
Colin Calderwood speelde 6 seizoenen voor Tottenham Hotspur, van 1993 tot 1999. Zijn doorbraak beleefde hij met Mansfield Town en Swindon Town. Met Swindon promoveerde hij vier keer in zeven jaar. In 1992 stelde hij mee de promotie naar de Premier League veilig.
Calderwood speelde 330 competitiewedstrijden voor Swindon Town en hij scoorde twintig doelpunten. Daarna verhuisde hij naar toenmalig middenmoter Tottenham (in de jaren tachtig wel nog topclub). Hij was er al die tijd een onmisbare schakel centraal in de verdediging. Calderwood kon ook op het middenveld uit de voeten. Hij verdedigde ook de kleuren van Aston Villa (1999-2000) en Nottingham Forest (2000-2001). In 2001 zette Calderwood een punt achter zijn loopbaan. Nadien werd hij trainer.
Met het Schots voetbalelftal nam Calderwood deel aan EURO 1996 in Engeland en het WK 1998 in Frankrijk, maar het avontuur strandde telkens in de groepsfase.

### Als trainer
Colin Calderwood nam de rol van coach voor het eerst op zich bij Northampton Town. Van 2006 tot 2008 had hij de leiding over Nottingham Forest, een tweedeklasser. Op 26 december 2008 werd Calderwood ontslagen. In het seizoen 2010/11 coachte Calderwood het Schotse Hibernian. Zijn laatste functie anno 2020 was hoofdcoach van Cambridge United, waar hij in 2018 werd aangesteld. Hij werd op 29 januari 2020 ontslagen na een 4–0 nederlaag tegen Salford City.

## Erelijst
| Competitie                      |              |              |
| Competitie                      | Aantal       | Jaren        |
| Swindon Town                    | Swindon Town | Swindon Town |
| ------------------------------- | ------------ | ------------ |
| Football League Fourth Division | 1×           | 1986         |